# Das Mädchen mit den Schwefelhölzern (2006)
Das Mädchen mit den Schwefelhölzern (Originaltitel The Little Matchgirl) ist ein US-amerikanischer animierter Kurzfilm von Roger Allers aus dem Jahr 2006. Er beruht auf der Geschichte Das kleine Mädchen mit den Schwefelhölzern von Hans Christian Andersen.

## Handlung
In den winterlich-verschneiten Straßen einer russischen Großstadt bietet ein kleines Mädchen Schwefelhölzer zum Verkauf an. Die Passanten ignorieren das Mädchen, das sich sogar auf einen Laternensockel stellt, um auf sich aufmerksam zu machen, doch wird es vom Laternenanzünder heruntergehoben. Das Mädchen zieht sich in einen Hinterhof zurück. Es friert, denn es hat nicht einmal richtige Schuhe an, und so entzündet es nach einigem Zögern eines der Schwefelhölzer. Beim Schein des Lichts stellt es sich einen Ofen vor und will sich an ihm wärmen, doch geht das Streichholz plötzlich aus. Das zweite entzündete Holz führt zu der Vorstellung einer reichgedeckten Tafel, das dritte schließlich zur Imagination einer Schlittenfahrt, die an einer herrschaftlichen Villa endet. Eine gutmütige alte Dame öffnet und sieht das Mädchen erfreut an. Als diese Vorstellung durch das abgebrannte Streichholz zu verschwinden droht, entzündet das Mädchen alle drei verbliebenen Streichhölzer. In seiner Fantasie umarmt es die großmütterliche Frau und eine Tür öffnet sich, die einen reichgeschmückten Weihnachtsbaum zeigt.
Die Lichter des Baums verwandeln sich in die Sterne des Himmels. Im Schnee liegt das erfrorene Mädchen. Der Geist der alten Frau erscheint und nimmt den Geist des Mädchens mit sich.

## Produktion
The Little Matchgirl war ursprünglich als Segment von Fantasia 2006 geplant. Der Film, der in Anschluss an Fantasia 2000 entstehen sollte, wurde in der Form jedoch nie verwirklicht. Stattdessen erschienen die für den Film konzipierten Kurzanimationsfilme separat. The Little Matchgirl vereint traditionelle Animation mit computeranimierten Elementen. Der Film erlebte am 5. Juni 2006 auf dem Festival d’Animation Annecy seine Premiere. Zudem wurde er 2006 auf der Special-Edition-DVD von Arielle, die Meerjungfrau veröffentlicht.
Die Filmmusik von The Little Matchgirl ist Alexander Borodins Nocturne aus dem Zweiten Streichquartett in D-Dur, Opus 55.

## Auszeichnungen
The Little Matchgirl wurde 2007 für einen Oscar in der Kategorie „Bester animierter Kurzfilm“ nominiert, konnte sich jedoch nicht gegen The Danish Poet – Eine Liebesgeschichte durchsetzen. Bereits 1938 hatte mit The Little Match Girl ein themengleicher animierter Kurzfilm eine Oscarnominierung in derselben Kategorie erhalten.